# Borgo a Mozzano
Borgo a Mozzano es una localidad italiana de la provincia de Lucca, región de Toscana, con 7.003 habitantes. Se encuentra ubicado a 97 metros sobre el nivel del mar y es atravesado por el río Serchio.

## Geografía

### Territorio
El pueblo de Borgo a Mozzano tiene una extensión de 72 km², ubicado en el valle del Rio Serchio, a 20 km de la ciudad de Lucca y a 30 km de Castelnuovo di Garfagnana. El territorio se haya entre la parte final de los Alpes Apuanos y el macizo de Pizzorne, una meseta a 1000 metros sobre el nivel del mar que divide el municipio de la llanura de Lucca.
El monte Bargiglio se sitúa en la fracción de Cune, pertenece a las cumbres secundarias de los Alpes Apuanos, en su cumbre, de 874 metros, se encuentra las ruinas de la antigua torre de señalización llamada “El ojo de Lucca” (l´Occhio di Lucca) ya que permitía por su ubicación estratégica controlar las comunas de Castiglione Garfagnana, Bagni di Lucca, Brancoli y Lucca.
El pueblo de Borgo a Mozzano se extiende por cerca de un kilómetro, desde la Madonna dei ferri hasta el puente de la Maddalena, con tres calles principales, via Roma, via Umberto Primo y via della Repubblica, en el pueblo se pueden ver numerosos torrentes que desembocan en el rio Serchio, colinas y montes que lo protege de los vientos.

### Clima
El clima de Borgo a Mozzano es templado, principalmente por su ubicación en el valle del Serchio, paralelo al mar y protegido del oeste por los Alpes Apuanos y por el Este por los Apeninos septentrionales. De acuerdo con la Clasificación climática de Köppen el clima de Borgo a Mozzano se clasifica como Csa. La temperatura media anual es de 14 °C. los inviernos son más lluviosos que los veranos, el mes más frío es enero (2 °C de media) y los más cálidos son julio y agosto (29 °C)
| Parámetros climáticos promedio de Borgo a Mozzano | Parámetros climáticos promedio de Borgo a Mozzano | Parámetros climáticos promedio de Borgo a Mozzano | Parámetros climáticos promedio de Borgo a Mozzano | Parámetros climáticos promedio de Borgo a Mozzano | Parámetros climáticos promedio de Borgo a Mozzano | Parámetros climáticos promedio de Borgo a Mozzano | Parámetros climáticos promedio de Borgo a Mozzano | Parámetros climáticos promedio de Borgo a Mozzano | Parámetros climáticos promedio de Borgo a Mozzano | Parámetros climáticos promedio de Borgo a Mozzano | Parámetros climáticos promedio de Borgo a Mozzano | Parámetros climáticos promedio de Borgo a Mozzano | Parámetros climáticos promedio de Borgo a Mozzano |
| Mes                                               | Ene.                                              | Feb.                                              | Mar.                                              | Abr.                                              | May.                                              | Jun.                                              | Jul.                                              | Ago.                                              | Sep.                                              | Oct.                                              | Nov.                                              | Dic.                                              | Anual                                             |
| ------------------------------------------------- | ------------------------------------------------- | ------------------------------------------------- | ------------------------------------------------- | ------------------------------------------------- | ------------------------------------------------- | ------------------------------------------------- | ------------------------------------------------- | ------------------------------------------------- | ------------------------------------------------- | ------------------------------------------------- | ------------------------------------------------- | ------------------------------------------------- | ------------------------------------------------- |
| Temp. máx. media (°C)                             | 11                                                | 12                                                | 15                                                | 18                                                | 22                                                | 26                                                | 29                                                | 29                                                | 26                                                | 21                                                | 16                                                | 12                                                | 19.8                                              |
| Temp. mín. media (°C)                             | 2                                                 | 3                                                 | 5                                                 | 7                                                 | 11                                                | 14                                                | 17                                                | 17                                                | 14                                                | 11                                                | 6                                                 | 3                                                 | 9.2                                               |
| Precipitación total (mm)                          | 74                                                | 70                                                | 77                                                | 80                                                | 61                                                | 43                                                | 24                                                | 57                                                | 88                                                | 120                                               | 122                                               | 85                                                | 901                                               |
| Humedad relativa (%)                              | 75                                                | 71                                                | 70                                                | 72                                                | 72                                                | 70                                                | 67                                                | 68                                                | 71                                                | 72                                                | 74                                                | 76                                                | 71.5                                              |
| Fuente: Il Meteo                                  |                                                   |                                                   |                                                   |                                                   |                                                   |                                                   |                                                   |                                                   |                                                   |                                                   |                                                   |                                                   |                                                   |

## Origen del Nombre
La denominación de Mozanus aparece por primera vez en un documento del año 879: '«In loco Mozzano prope Decimo».

## Lugares de interés

### Puente del Diablo

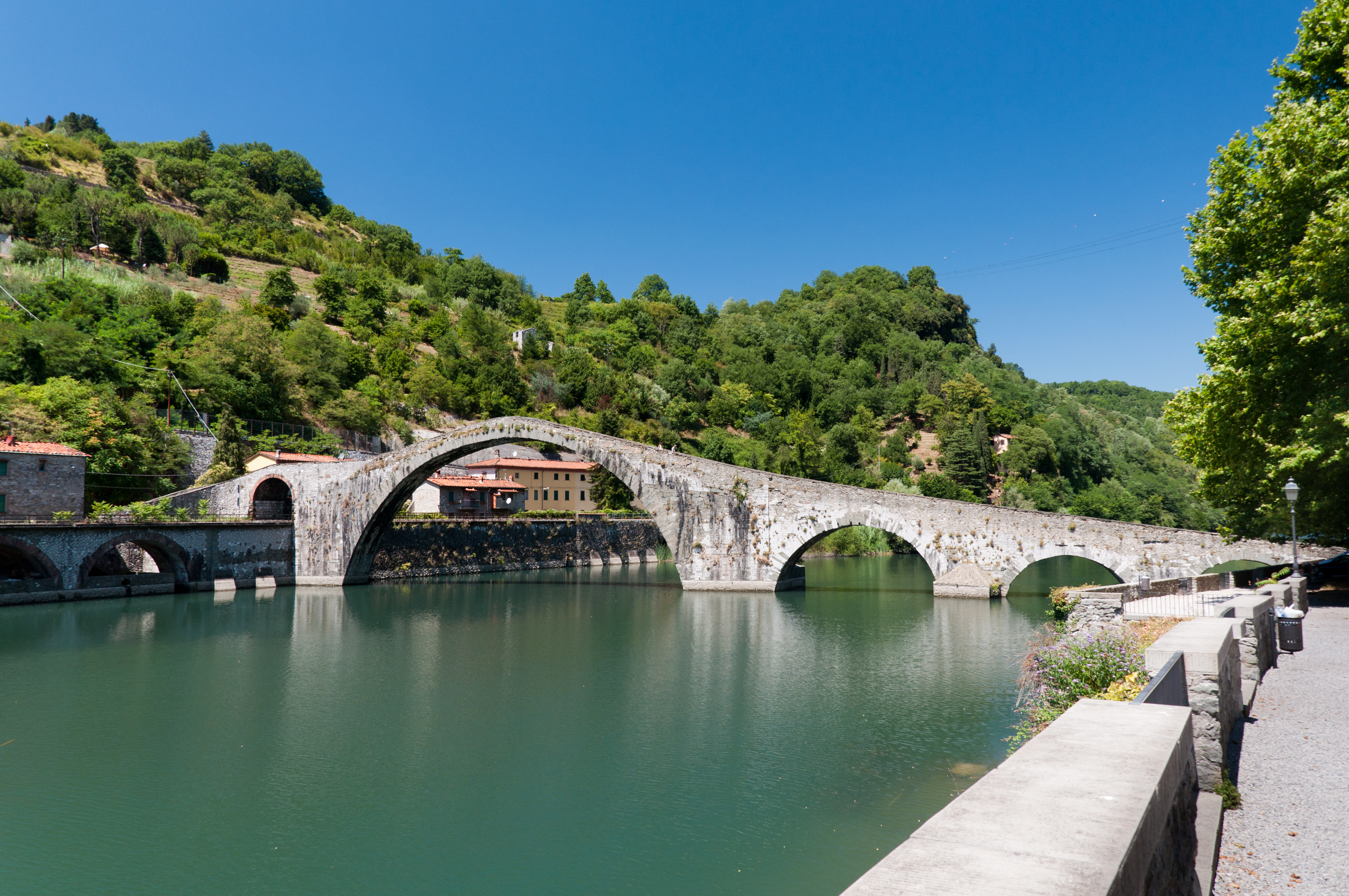
Vista del puente del Diablo

El puente de la Magdalena, comúnmente conocido como el "puente del Diablo" fue construido entre los siglos XI y XIV, esta obra imponente de la arquitectura medieval une ambas márgenes del rio Serchio mediante tres arcos desiguales. El puente fue construido por orden de la condesa Matilde de Canossa y restaurado por el condontiero Castruccio Castracani. A inicios del siglo XIX, para permitir el paso del ferrocarril, se abrió en el estribo de la margen derecha un nuevo arco que ha desvirtuado su silueta original.
Gracias a las dimensiones tan colosales del puente erigido en una época en la que las técnicas constructivas eran bastantes precarias, su construcción se le atribuyó al Diablo. Según la leyenda la construcción del puente fue desde el principio complicada y el maestro de obras, desesperado ante la fecha fijada para su finalización lloraba frente al río Serchio. El diablo se le presentó y le propuso un pacto, el intercambio de la primera alma que atravesase el puente a cambio de terminarlo en una noche. El hombre aceptó y el diablo finalizó el encargo consiguiendo que no se derrumbase ante el peso de las piedras.
El constructor, arrepentido se confiesa a un religioso que le convenció de mantener el pacto y le indicó que en lugar de una persona haga pasar un cerdo (o un perro blanco según otra versión de la leyenda) por el puente para que el diablo cobre su recompensa.
Al día siguiente el constructor no dejó pasar a las personas y empujó a un cerdo al otro lado, enfurecido al diablo, por haber sido burlado, se lanzó junto al animal a las profundidades del río.
La leyenda también cuenta que en las tardes de otoño un perro blanco aparece aullando rabiosamente, prometiendo venganza.

### Línea Gótica
La línea Gótica (en alemán: Gotenstellung; Linea Gotica) fue una línea de fortificaciones defensivas organizada por el mariscal Albert Kesselring en las etapas finales de la Segunda Guerra Mundial, a lo largo de las cumbres montañosas de los Apeninos, durante la retirada de la Wehrmacht del Tercer Reich, intentando retrasar el avance de los Aliados al mando del general Harold Alexander hacia el norte de la península itálica, con una extensión de aproximadamente 320 kilómetros, desde el río Magra hasta Pesaro, en la llamada campaña de Italia.
En el valle del Serchio la fortificación comprendía la totalidad de territorio hasta el pueblo de Borgo a Mozzano. Hoy en día, este  es el único lugar donde se puede apreciar de forma completa como era la estructura de la línea Gótica, ya que se encuentra en un estado óptimo de conservación. Se componía de numerosas fortificaciones, búnkeres y galerías, construidas en la roca y que se mantienen hasta nuestros días con su aspecto originario. La construcción de estas estructuras fue llevada a cabo por la organización Todt, que utilizó cerca de 15.000 trabajadores, muchos de los cuales eran presos de guerra. Se instaló también muy cerca de Borgo a Mozzano, en el pequeño pueblo de Anchiano, un campo de concentración, desde donde partieron los deportados para Alemania.
En la actualidad se organizan visitas guiadas por la línea Gótica, visitando tanto las gallerías como los búnkeres, asimismo, se emplazó en la zona un Museo de la Memoria.

### Convento de San Francisco
El convento de  San Francisco fue construido en 1523 por un grupo de frailes menores en una colina con vistas al pueblo de Borgo a Mozzano.  El monasterio tiene una vista maravillosa del pueblo con un gran huerto  y un frondoso bosque de robles.
En su interior presenta un antiguo claustro y un gran patio con amplios arcos, pintados por Domenico Manfredi di Camaiore. San Francisco de Asís está representado en los frescos que decoran el interior. En el centro del patio hay una cisterna de agua construida por Raffaello di Controni en 1551.
Fue habitado hasta los años ochenta por la Orden de Frailes Menores y desde 1983 pasó a préstamo a la Fraternidad de la Misericordia de Borgo a Mozzano que ha creado el centro de bienvenida para ancianos.

## Infraestructuras y transportes

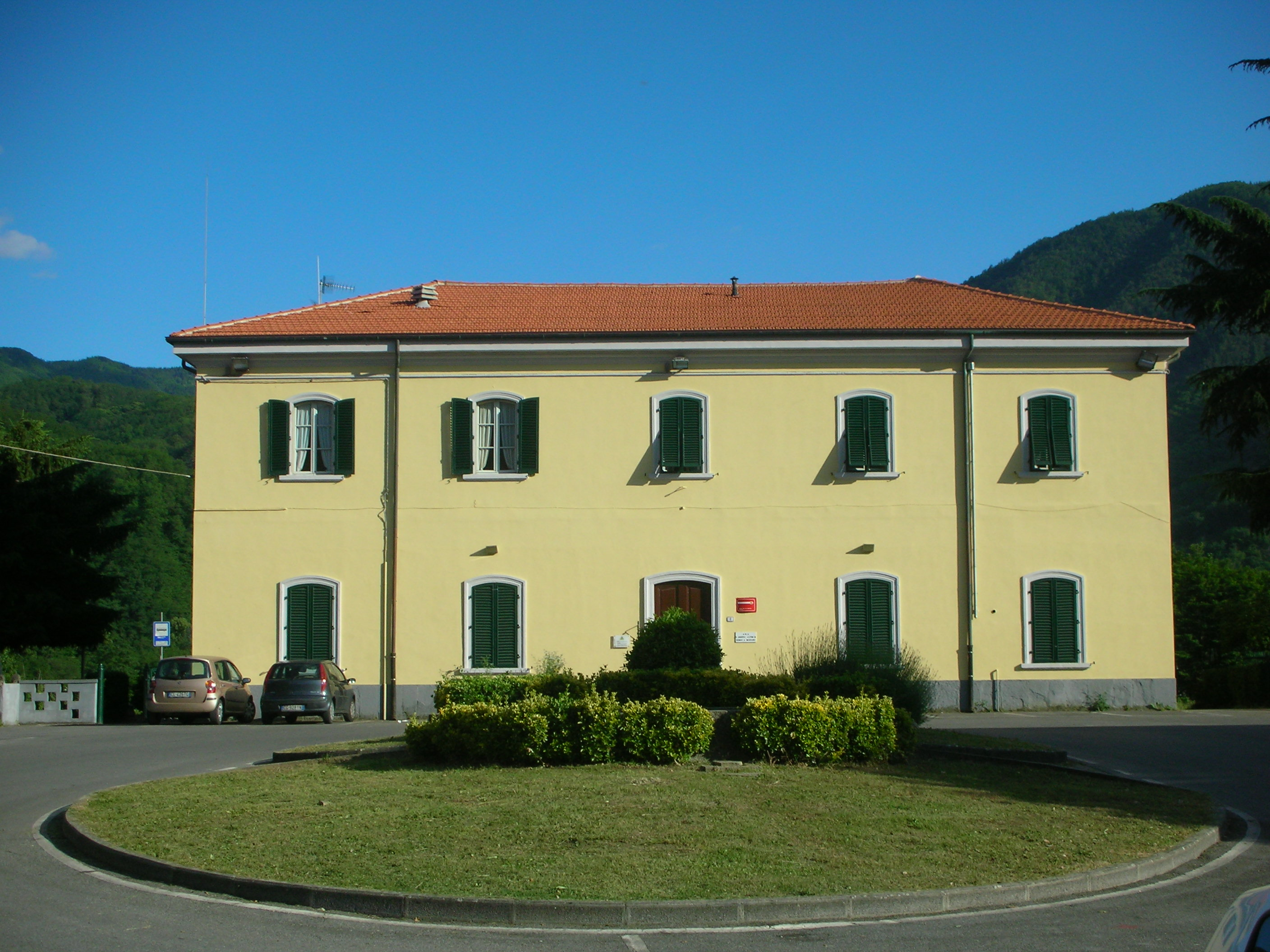
Estación férrea de Borgo a Mozzano

Borgo a Mozzano es atravesada por la ruta provincial Lodovica, que une la llanura de Lucca con la Garfagnana y por la ruta provincial 12 del Abetone y el Brennero, que une la llanura lucchese con la provincia de Pistoia, sobre dichas rutas presta servicio el autobús CTT Nord.
La estación de Borgo a Mozzano se sitúa a 200 metros de una de las entradas principales del pueblo y es parte del ramal regional Lucca-Aulla de Trenitalia, que une la ciudad de Lucca y la Garfagnana
Aparte del ferrocarril, hay varios autobuses de línea que unen Borgo a Mozzano, tanto con la ciudad de Lucca, como con el área de la Garfagnana, y pequeños autobuses que conectan el pueblo con las distintas fracciones vecinas.

## Demografía
Según los datos al 31 de diciembre del año 2019 del Instituto Nacional de Estadísticas Italiano (ISTAT)  el 92,2 por ciento de los residentes de Borgo a Mozano son italianos, la población extranjera comprende 544 personas, 271 hombres y 273 mujeres.
Las comunidades más numerosas son la Marroquí, 140 personas y la Rumana con 108 personas.
Como muchas otras ciudades en Italia, la población de jubilados es mucho mayor que la de los menores de 14 años, y envejece de manera constante.
| Gráfica de evolución demográfica de Borgo a Mozzano entre 1861 y 2020 |
|                                                                       |
| Fuente ISTAT - Elaboración gráfica por parte de Wikipedia             |

## Deportes
- Fútbol. En la ciudad de Borgo a Mozzano hay varios equipos profesionales y amateurs. El más importante es el equipo del GSD Ghivizzano Borgoamozzano, que actualmente forma parte de la Serie D (Grupo E), y es conocido como Ghiviborgo ya que nació en la temporada 2012/2013, por la fusión entre Ghivizzano y Borgo a Mozzano, dos equipos históricos en el valle medio del Serchio.[9]

- Voleibol: el equipo local de voleibol es el Val di Serchio que disputa el campeonato femenino de la Serie D y los campeonatos provinciales menores de 13 años, menores de 16 años y menores de 18 años.[10]

## Fraccionesy localidades

### Anchiano
El pueblo de Anchiano se encuentra en las laderas del monte Gallione, a unos tres kilómetros de Borgo a Mozzano. Al igual que los pueblos de Rocca y Oneta, en la Edad Media fue una fortaleza de la familia Suffredinghi. Durante la Segunda Guerra Mundial fue la piedra angular de la Línea Gótica, permaneciendo hoy en día fortificaciones intactas, compuestas de varias habitaciones en excelentes condiciones.
En la parte más alta del pueblo se encuentra la iglesia parroquial dedicada a San Pedro, cuyo interior presenta decoraciones atribuidas a Fazzi y Lamberti.
Anchiano mantiene urbanísticamente su estructura medieval con arcadas, calles estrechas, corrales y patios.

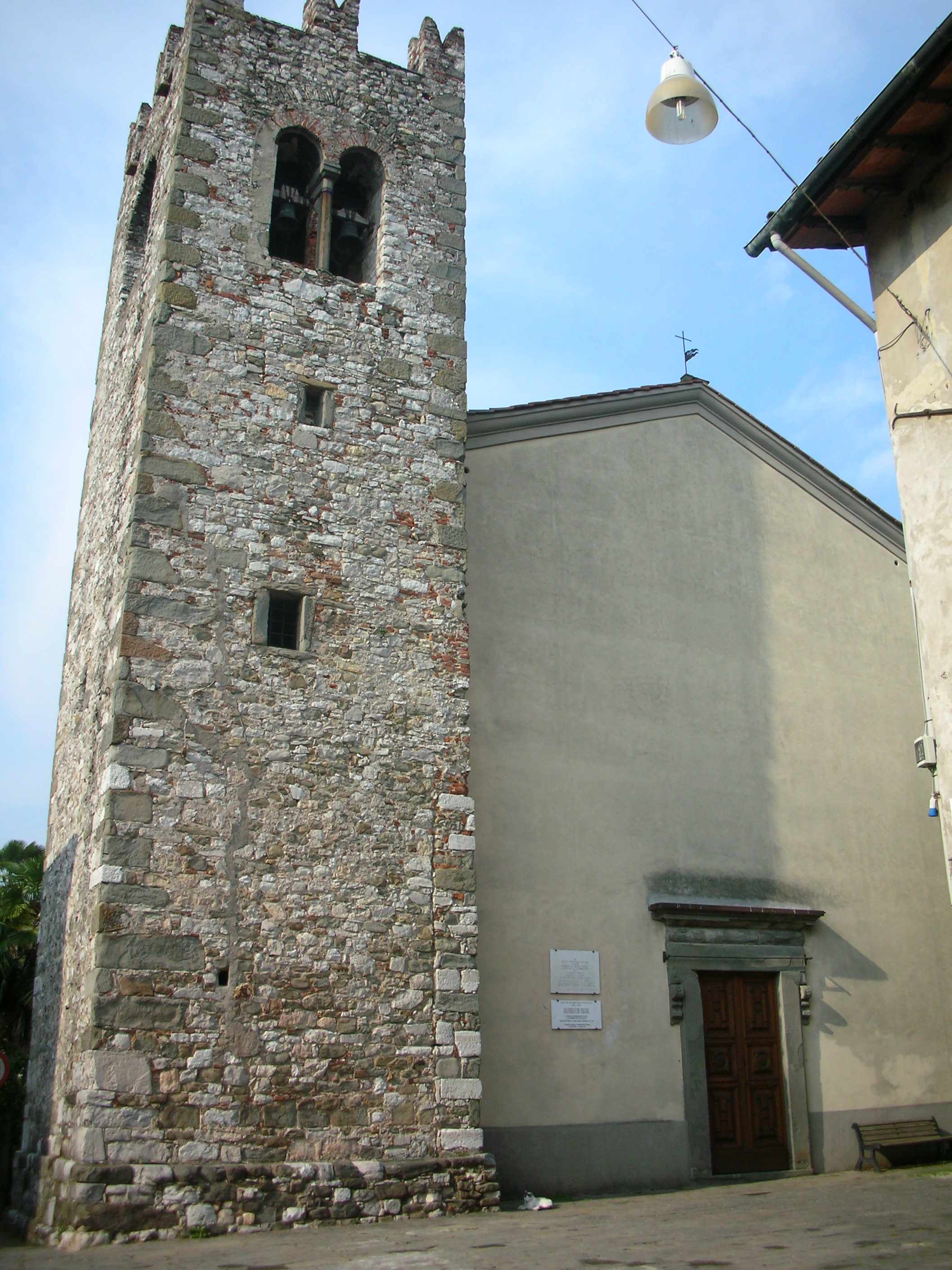
Iglesia San Juan Bautista de Cerreto

### Cerreto
Cerreto se desarrolla en la parte posterior de una colina a unos 144 metros sobre el nivel del mar, justo sobre de Borgo a Mozzano. se conserva su aspecto antiguo, incluso hoy en día, con el camino empedrado que corre a lo largo del centro del pueblo se llega a la iglesia de San Juan Bautista construida alrededor de 1660, y en cuyo interior se conserva una réplica en madera de la Virgen con el Niño del siglo XV. 
Situada en el centro de la pequeña localidad de Cerreto y reconocible por una placa en la fachada, se encuentra la casa de verano de Santa Gemma Galgani, El nombre Cerreto parece derivar de los densos bosques de robles que rodeaban las colinas, hoy reemplazados en parte por olivos

### Chifenti

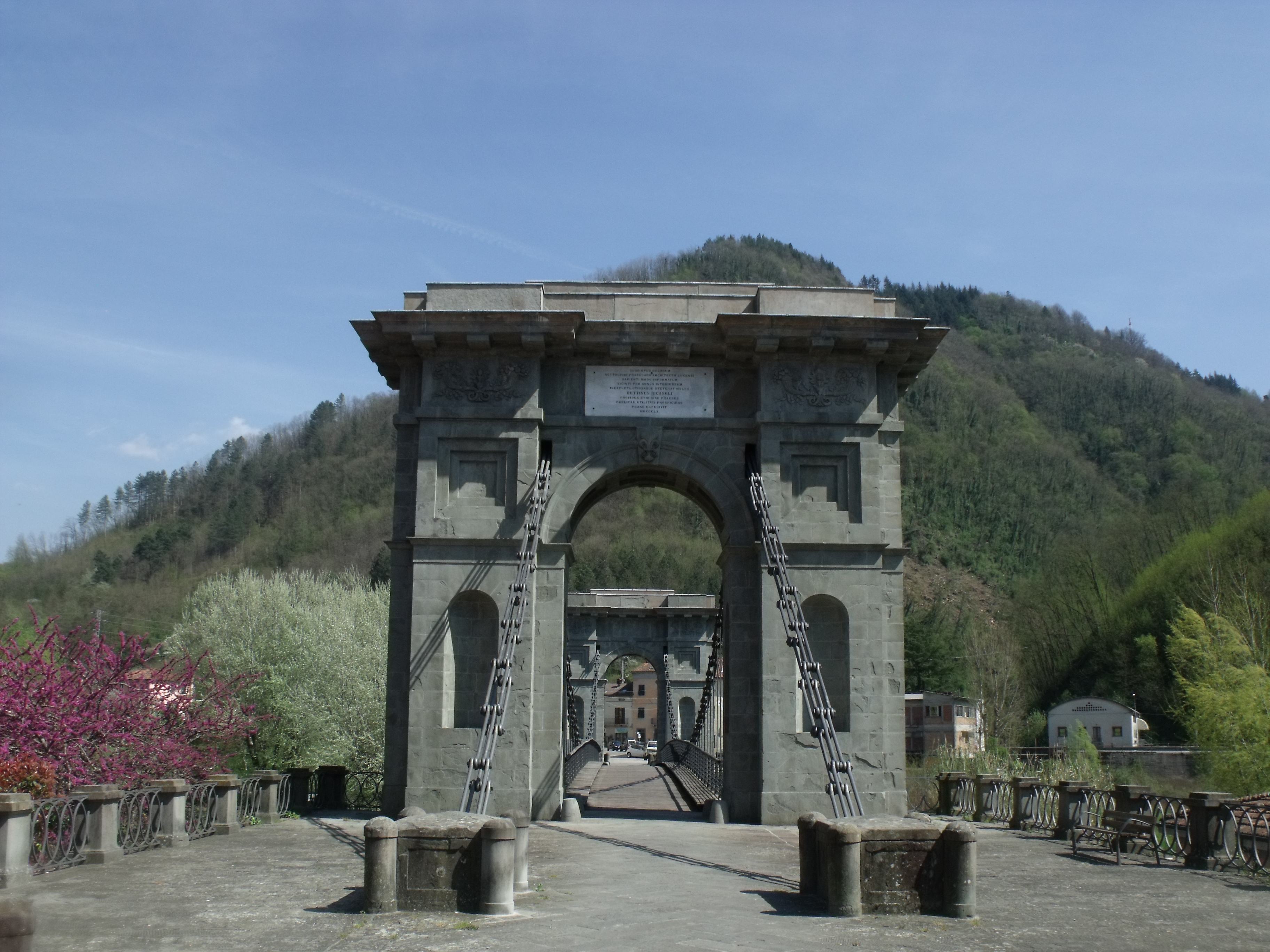
Puente de las Cadenas

El pueblo de Chifenti se encuentra a un kilómetro de Borgo a Mozzano. El monumento que hizo famosa a esta aldea es el famoso Puente de las Cadenas diseñado por el arquitecto Lorenzo Nottolini 
. El puente fue construido, entre los años 1839 y 1860, para conectar con el pueblo con la localidad de Fornoli en Bagni di Lucca. Los dos arcos en los extremos del puente tienen la función de mantener las cadenas en tensión. El puente fue dañado gravemente durante la Segunda Guerra Mundial y fue reconstruido según el diseño original en el período de la posguerra.
La parte más antigua de Chifenti con calles adoquinadas, arcos y bóvedas, se desarrolla alrededor de la iglesia de San Frediano que conserva valiosas obras de arte de la escuela de Giotto  y Civitali y una pintura del pintor Lucchese Paolo Biancucci

### Corsagna
El pueblo de Corsagna es una de las aldeas más pobladas del municipio de Borgo a Mozzano y se encuentra a unos 400 metros sobre el nivel del mar. El punto más alto del pueblo está dominado por una poderosa torre, que funciona como campanario, y por una gran plaza donde se emplaza la iglesia parroquial dedicada a San Michele

### Cune
Cune se levanta en las laderas del monte Bargiglio a unos 650 metros sobre el nivel del mar
El pueblo fue construido originalmente más arriba y junto con el pueblo vecino de Oneta, Cune disfruta de una posición panorámica envidiable y mantiene las características urbanas del siglo XVII.
La iglesia del pueblo está dedicada a San Bartolomé y en su interior hay pinturas de la escuela Marracci, una estatua de madera de San Bartolomé, una cruz de plata y una pintura en un panel del siglo XV. 

### Diecimo

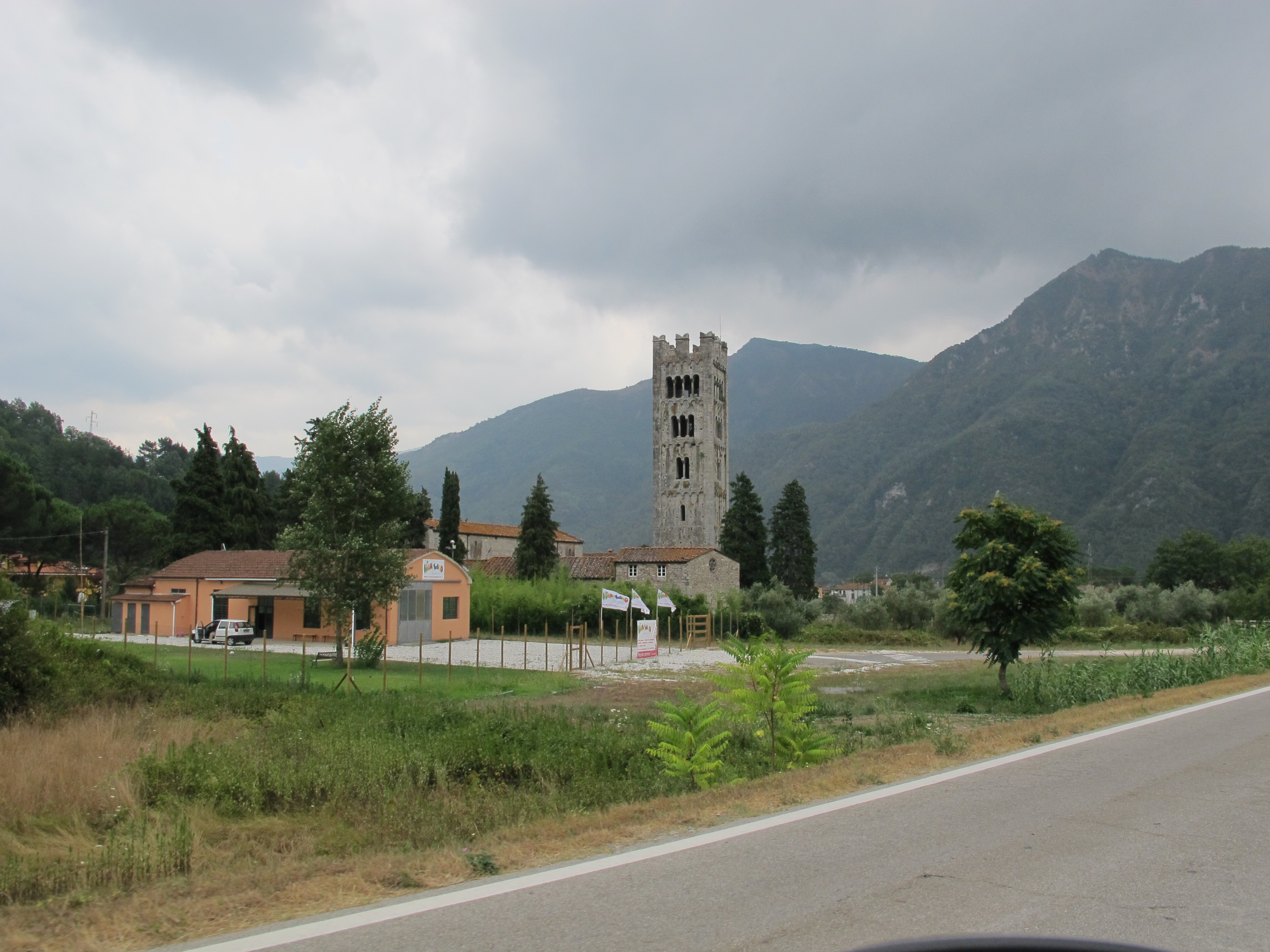
Vista de la iglesia de Santa Maria en Diecimo

El antiguo pueblo de Diecimo serpentea a pocos kilómetros de Borgo a Mozzano y se extiende aproximadamente un kilómetro de suroeste a noreste a la derecha del río Serchio.
Al comienzo del valle Diecimo se levanta la estructura arquitectónica más importante de la ciudad, la Piave di Santa Maria, encargada su construcción por Matilde de Canossa. la iglesia se compone por tres naves y data del siglo VI. El ábside está decorado con esculturas medievales y el dintel del portal fue ejecutado por las esculturas del Maestro Biduino.
En el centro del pueblo tse encuentra también la Iglesia de Carmine, el lugar de nacimiento de San Giovanni Leonardi, que hoy en día convertida en museo, y la Piazza con la Torre de Castruccio

### Oneta
El pueblo de Oneta se sitúa a pocos kilómetros de Borgo a Mozzano y se encuentra en las montañas, gozando, al igual que Cune, de una posición panorámica excepcional. En el centro del pueblo se emplaza la Iglesia dedicada a San Hilario en cuyo interior se conserva una estatua de madera de Santa Cristina. En el pueblo también hay dos oratorios recientemente renovados.

### Rocca
El pueblo de Rocca se encuentra a 314 metros sobre el nivel del mar, construido sobre la ladera empinada de una colina. Nacido como una fortaleza en la Edad Media, que dominaba el valle de río Serchio y del Río Lima. Gracias a su posición estratégica fue un feudo de la familia Suffredinghi.
El pueblo mantiene las características de la antigua villa medieval con las casas superpuestas entre sí, arcos de piedra y calles estrechas de adoquines. En la cima de la colina del pueblo se encuentran las ruinas de la antigua fortaleza y la antigua torre circular.
La iglesia fue construida entre los siglos XI y XII y se puede acceder directamente desde la espaciosa rectoría, que en otro tiempo fue la residencia de los Suffredinghi y de los Antelminelli. Al comienzo del pueblo encontramos la Iglesia de los Alpini, dentro de la cual, en sus paredes, están escritos los nombres de los caídos y desaparecidos en la guerra de la ciudad de Borgo a Mozzano

### Valdottavo
Valdottavo, fundada en 752 dC, es el pueblo más antiguo del municipio de Borgo a Mozzano. Su nombre se origina en la época romana y significa "a ocho millas de Lucca". La ciudad se caracteriza por edificios de estilo Liberty como el Teatro Colombo, construido alrededor de 1920. La iglesia parroquial dedicada a San Pedro y San Pablo conserva su fachada medieval original. Valdottavo corre a lo largo del pequeño arroyo Celetra y está a unos 7 kilómetros de la capital municipal.

## Ciudades hermanadas
- Martorell;
- Ålesund;[13]
- Treviolo.